# Ansa del Danubio

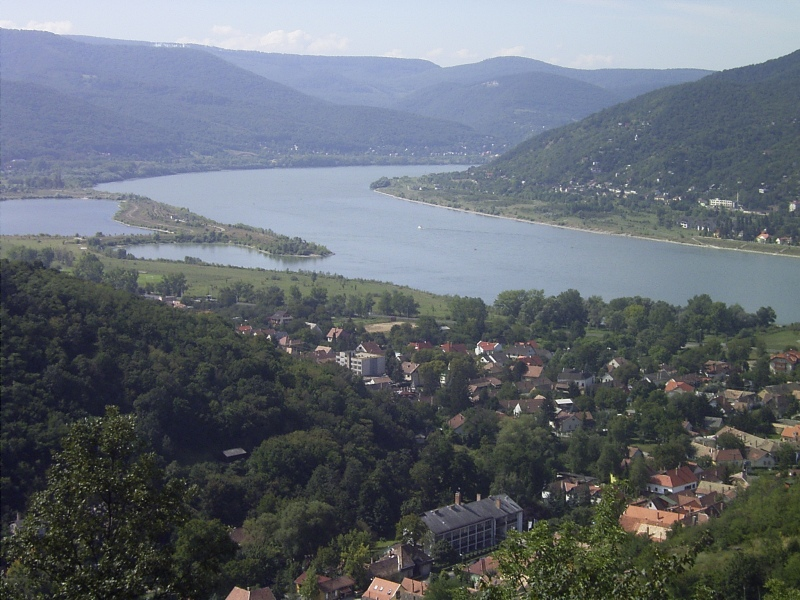
Ansa del Danubio a Visegrád

Con la locuzione ansa del Danubio (ungherese: Dunakanyar, tedesco: Donauknie, letteralmente ginocchio del Danubio), si intende la curva di circa 90° che il fiume Danubio compie in territorio ungherese, passando dalla direzione ovest-est, alla direzione nord-sud.

## Geografia
Proveniente dal bacino viennese, il Danubio, poco a sud di Bratislava entra nel territorio ungherese in corrispondenza della città di Rajka. Da qui per circa 150 km segna il confine con la Slovacchia procedendo, sostanzialmente in direzione ovest-est, fino alla città di Esztergom. Pochi chilometri dopo Esztergom il fiume riceve il suo affluente di sinistra Ipoly (presso Szob), lascia la linea di confine e si addentra in territorio ungherese sempre proseguendo verso est. In questo tratto il Danubio attraversa le montagne della cosiddetta Dorsale ungherese, lasciando a sud i monti Gerecse prima ed i monti Pilis poi ed a nord i monti Börzsöny. Giunto alla città di Zebegény, il Danubio volta una prima volta verso sud, poi gira subito verso nord, disegnando una "U", fino a Visegrád, e poco dopo inizia la vera e propria curva verso sud, che si sviluppa per circa 20 km, concludendosi dopo Vác. Da qui il Danubio proseguirà il suo percorso attraversando tutta la Grande pianura ungherese fino al Mar Nero attraverso Serbia, Bulgaria e Romania.
All'inizio dell'ansa, pochi chilometri dopo Visegrád, il fiume si dirama formando l'isola di Szentendre (in ungherese Szentendrei-sziget). I due rami si riuniscono dopo circa 30 km, alle porte di Budapest.
L'isola di Szentendre e l'ansa del Danubio fanno parte del Parco nazionale del Danubio-Ipoly.

## Arte, storia e natura
L'Ansa del Danubio è una zona di grande interesse naturalistico, storico ed artistico. Qui fra il I secolo e la metà del V secolo l'Impero romano aveva stabilito la propria frontiera erigendovi una serie di fortificazioni. Nel Medioevo la zona era di proprietà della famiglia reale degli Arpadi. Infine nei secoli XI-XV alcuni sovrani vi si stabilirono costruendovi città e castelli che sono arrivati sino ai nostri tempi. La sua relativa vicinanza a Budapest (circa 40 km) ne fanno una meta quasi obbligata per i turisti che visitano la capitale ungherese. Qui si trovano numerose città e borghi che conservano i ricordi dell'epoca medioevale. Le località più famose sono, da nord verso sud, sulla riva destra: Esztergom, Dömös, Visegrád, Szentendre; sulla riva sinistra: Zebegény, Nagymaros e Vác.
Una comoda e paesaggisticamente bella pista ciclabile segue la sponda sinistra del fiume, da Budapest al confine slovacco attraverso Vác, questa è parte del percorso ciclabile da Budapest a Vienna.

## Trasporti
La zona è raggiungibile da Budapest, oltre che con l'auto, anche attraverso comodi collegamenti pubblici:
- con la ferrovia suburbana HÉV, partendo dalla stazione di Batthyány tér, fino a Szentendre, lungo la riva destra;
- con la ferrovia internazionale Budapest-Bratislava lungo la riva sinistra
- in autobus, partendo da Újpest;
- con un servizio di battelli (escluso il periodo invernale).